# Tomas Oral
Tomas Oral (Ochsenfurt, 24 aprile 1973) è un allenatore di calcio ed ex calciatore tedesco, di ruolo centrocampista, tecnico del Grasshoppers.

## Carriera

### Allenatore
Nel 2006, dopo il ritiro dal calcio giocato, diventa l'allenatore del FSV Francoforte, che guida per oltre tre stagioni, conquistando due promozioni consecutive. Il 18 giugno 2010 viene nominato tecnico del RB Lipsia, neopromosso in Regionalliga, che guida per una stagione. Il 10 novembre 2011 sostituisce Benno Möhlmann all'Ingolstadt 04, restando con i bavaresi fino al 2013.
Nel 2014 è il vice di Felix Magath al Fulham; il 18 maggio 2015 torna al FSV Francoforte, con cui conquista la salvezza in 2. Bundesliga e da cui viene esonerato il 10 aprile 2016.
Il 30 maggio seguente diventa l'allenatore del Karlsruhe, che lo esonera il successivo 4 dicembre, con la squadra all'ultimo posto in classifica.
Dopo un lungo periodo senza allenare, il 2 aprile 2019 fa ritorno all'Ingolstadt 04, non riuscendo tuttavia a salvare la squadra dalla retrocessione. L'11 marzo 2020 torna per la terza volta in carriera sulla panchina dell'Ingolstadt 04, in sostituzione di Jeff Saibene; dopo aver conquistato la promozione in 2. Bundesliga nella stagione successiva, lascia il club bavarese.
Il 20 febbraio 2023 firma con il Sandhausen, venendo tuttavia esonerato nel mese di aprile dopo aver ottenuto soltanto due punti in sei partite. Il 19 novembre 2024 diventa l'allenatore del Grasshoppers, firmando fino al termine della stagione.

## Statistiche

### Statistiche da allenatore
Statistiche aggiornate al 25 . In grassetto le competizioni vinte.
| Stagione               | Squadra                | Campionato             | Campionato | Campionato | Campionato | Campionato | Coppe nazionali | Coppe nazionali | Coppe nazionali | Coppe nazionali | Coppe nazionali | Coppe continentali | Coppe continentali | Coppe continentali | Coppe continentali | Coppe continentali | Altre coppe | Altre coppe | Altre coppe | Altre coppe | Altre coppe | Totale | Totale | Totale | Totale | % Vittorie | Piazzamento      |
| Stagione               | Squadra                | Comp                   | G          | V          | N          | P          | Comp            | G               | V               | N               | P               | Comp               | G                  | V                  | N                  | P                  | Comp        | G           | V           | N           | P           | G      | V      | N      | P      | %          | Piazzamento      |
| ---------------------- | ---------------------- | ---------------------- | ---------- | ---------- | ---------- | ---------- | --------------- | --------------- | --------------- | --------------- | --------------- | ------------------ | ------------------ | ------------------ | ------------------ | ------------------ | ----------- | ----------- | ----------- | ----------- | ----------- | ------ | ------ | ------ | ------ | ---------- | ---------------- |
| 2006-2007              | FSV Francoforte        | OH                     | 34         | 26         | 7          | 1          | H-P             | 2               | 1               | 0               | 1               | -                  | -                  | -                  | -                  | -                  | -           | -           | -           | -           | -           | 36     | 27     | 7      | 2      | 75,00      | 1° (prom.)       |
| 2007-2008              | FSV Francoforte        | RS                     | 34         | 17         | 11         | 6          | -               | -               | -               | -               | -               | -                  | -                  | -                  | -                  | -                  | -           | -           | -           | -           | -           | 34     | 17     | 11     | 6      | 50,00      | 1° (prom.)       |
| 2008-2009              | FSV Francoforte        | 2.BL                   | 34         | 9          | 11         | 14         | CG              | 2               | 1               | 0               | 1               | -                  | -                  | -                  | -                  | -                  | -           | -           | -           | -           | -           | 36     | 10     | 11     | 15     | 27,78      | 15°              |
| ago.-ott. 2009         | FSV Francoforte        | 2.BL                   | 8          | 0          | 2          | 6          | CG              | 1               | 0               | 0               | 1               | -                  | -                  | -                  | -                  | -                  | -           | -           | -           | -           | -           | 9      | 0      | 2      | 7      | &0,00      | Dimis.           |
| 2010-2011              | RB Lipsia              | RN                     | 34         | 18         | 10         | 6          | S-P             | 5               | 5               | 0               | 0               | -                  | -                  | -                  | -                  | -                  | -           | -           | -           | -           | -           | 39     | 23     | 10     | 6      | 58,97      | 4°               |
| nov. 2011-2012         | Ingolstadt 04          | 2.BL                   | 20         | 6          | 10         | 4          | CG              | -               | -               | -               | -               | -                  | -                  | -                  | -                  | -                  | -           | -           | -           | -           | -           | 20     | 6      | 10     | 4      | 30,00      | Sub. 12°         |
| 2012-2013              | Ingolstadt 04          | 2.BL                   | 34         | 10         | 12         | 12         | CG              | 1               | 0               | 0               | 1               | -                  | -                  | -                  | -                  | -                  | -           | -           | -           | -           | -           | 35     | 10     | 12     | 13     | 28,57      | 13°              |
| mag. 2015              | FSV Francoforte        | 2.BL                   | 1          | 1          | 0          | 0          | CG              | -               | -               | -               | -               | -                  | -                  | -                  | -                  | -                  | -           | -           | -           | -           | -           | 1      | 1      | 0      | 0      | 100,00&    | Sub. 13°         |
| 2015-apr. 2016         | FSV Francoforte        | 2.BL                   | 29         | 7          | 8          | 14         | CG              | 2               | 1               | 0               | 1               | -                  | -                  | -                  | -                  | -                  | -           | -           | -           | -           | -           | 31     | 8      | 8      | 15     | 25,81      | Eson.            |
| Totale FSV Francoforte | Totale FSV Francoforte | Totale FSV Francoforte | 140        | 60         | 39         | 41         |                 | 7               | 3               | 0               | 4               |                    | -                  | -                  | -                  | -                  |             | -           | -           | -           | -           | 147    | 63     | 39     | 45     | 42,86      |                  |
| ago.-dic. 2016         | Karlsruhe              | 2.BL                   | 15         | 2          | 6          | 7          | CG              | 1               | 0               | 0               | 1               | -                  | -                  | -                  | -                  | -                  | -           | -           | -           | -           | -           | 16     | 2      | 6      | 8      | 12,50      | Eson.            |
| apr.-mag. 2019         | Ingolstadt 04          | 2.BL                   | 7+2        | 5+1        | 1+0        | 1+1        | CG              | -               | -               | -               | -               | -                  | -                  | -                  | -                  | -                  | -           | -           | -           | -           | -           | 9      | 6      | 1      | 2      | 66,67      | Sub. 16° (retr.) |
| mar.-lug. 2020         | Ingolstadt 04          | 3.L                    | 11+2       | 6+1        | 3+0        | 2+1        | BT-P+CG         | -               | -               | -               | -               | -                  | -                  | -                  | -                  | -                  | -           | -           | -           | -           | -           | 13     | 7      | 3      | 3      | 53,85      | Sub. 4°          |
| 2020-2021              | Ingolstadt 04          | 3.L                    | 38+2       | 20+1       | 11+0       | 7+1        | BT-P+CG         | 1+1             | 0+0             | 1+0             | 0+1             | -                  | -                  | -                  | -                  | -                  | -           | -           | -           | -           | -           | 42     | 21     | 12     | 9      | 50,00      | 3° (prom.)       |
| Totale Ingolstadt 04   | Totale Ingolstadt 04   | Totale Ingolstadt 04   | 116        | 50         | 37         | 29         |                 | 3               | 0               | 1               | 2               |                    | -                  | -                  | -                  | -                  |             | -           | -           | -           | -           | 119    | 50     | 38     | 31     | 42,02      |                  |
| feb.-apr. 2023         | Sandhausen             | 2.BL                   | 6          | 0          | 2          | 4          | CG              | -               | -               | -               | -               | -                  | -                  | -                  | -                  | -                  | -           | -           | -           | -           | -           | 36     | 10     | 7      | 19     | 27,78      | Sub. eson.       |
| nov. 2024-2025         | Grasshoppers           | SL                     | 24+2       | 7+1        | 9+0        | 8+1        | CS              | 1               | 0               | 0               | 1               | -                  | -                  | -                  | -                  | -                  | -           | -           | -           | -           | -           | 27     | 8      | 9      | 10     | 29,63      | Sub. 11°         |
| Totale Carriera        | Totale Carriera        | Totale Carriera        | 337        | 138        | 103        | 96         |                 | 17              | 8               | 1               | 8               |                    | -                  | -                  | -                  | -                  |             | -           | -           | -           | -           | 354    | 146    | 104    | 104    | 41,24      |                  |

## Palmarès

### Allenatore

#### Competizioni nazionali
- Oberliga: 1

FSV Francoforte: 2006-2007 (Oberliga Hessen)
- Fußball-Regionalliga: 1

FSV Francoforte: 2007-2008 (Regionalliga Sud)